# Англо-занзибарская война
Англо-занзибарская война — конфликт 26 августа 1896 года между Великобританией и султанатом Занзибар. Продолжался в течение 38 минут и вошёл в историю как самая короткая война в мире (согласно Книге рекордов Гиннесса).

## Причина
25 августа 1896 года султан Хамад ибн Тувайни, который активно сотрудничал с британской колониальной администрацией, скончался. Этим же днём его двоюродный брат Халид ибн Баргаш, пользовавшийся поддержкой Германии, захватил власть в результате переворота. Так как это шло вразрез с планами британцев, поддерживавших кандидатуру другого двоюродного брата, Хамуда ибн Мухаммеда, они потребовали от Халида ибн Баргаша отказаться от претензий на трон султана. Халид ибн Баргаш отказался подчиниться требованиям и сумел быстро собрать армию численностью примерно 2800 человек, которая занялась подготовкой обороны султанского дворца.

### Ультиматум Британии
26 августа 1896 года британская сторона выдвинула ультиматум, истекавший 27 августа в 9:00 утра, согласно которому занзибарцы должны были сложить оружие и спустить флаг. Британская эскадра в составе бронепалубного крейсера 1-го класса «Сент-Джордж» (St. George), бронепалубного крейсера 3-го класса «Филомел» (Philomel), канонерских лодок «Дрозд» (Thrush), «Воробей» (Sparrow) и торпедно-канонерской лодки «Енот» (Racoon) выстроилась на рейде, окружив единственный «военный» корабль занзибарского флота — построенную в Великобритании султанскую яхту «Глазго» (Glasgow), вооружённую картечницей Гатлинга и малокалиберными 9-фунтовыми орудиями. Занзибарцы в ответ навели на британские корабли все свои береговые орудия (бронзовую пушку XVII века, несколько пулемётов Максима и два 12-фунтовых орудия).
27 августа в 8:00 посланник султана попросил об организации встречи с Бэзилом Кейвом, британским представителем в Занзибаре. Кейв ответил, что встреча может быть устроена только в том случае, если занзибарцы согласятся на выдвинутые условия. В ответ в 8:30 Халид ибн Баргаш прислал со следующим посланником извещение, сообщавшее, что он не намерен уступать и не верит, что британцы позволят себе открыть огонь. Кейв ответил: «мы не хотим открывать огонь, но, если вы не выполните наших условий, мы сделаем это».

## Боевые действия

Диспозиции военно-морских сил в 9^{00}

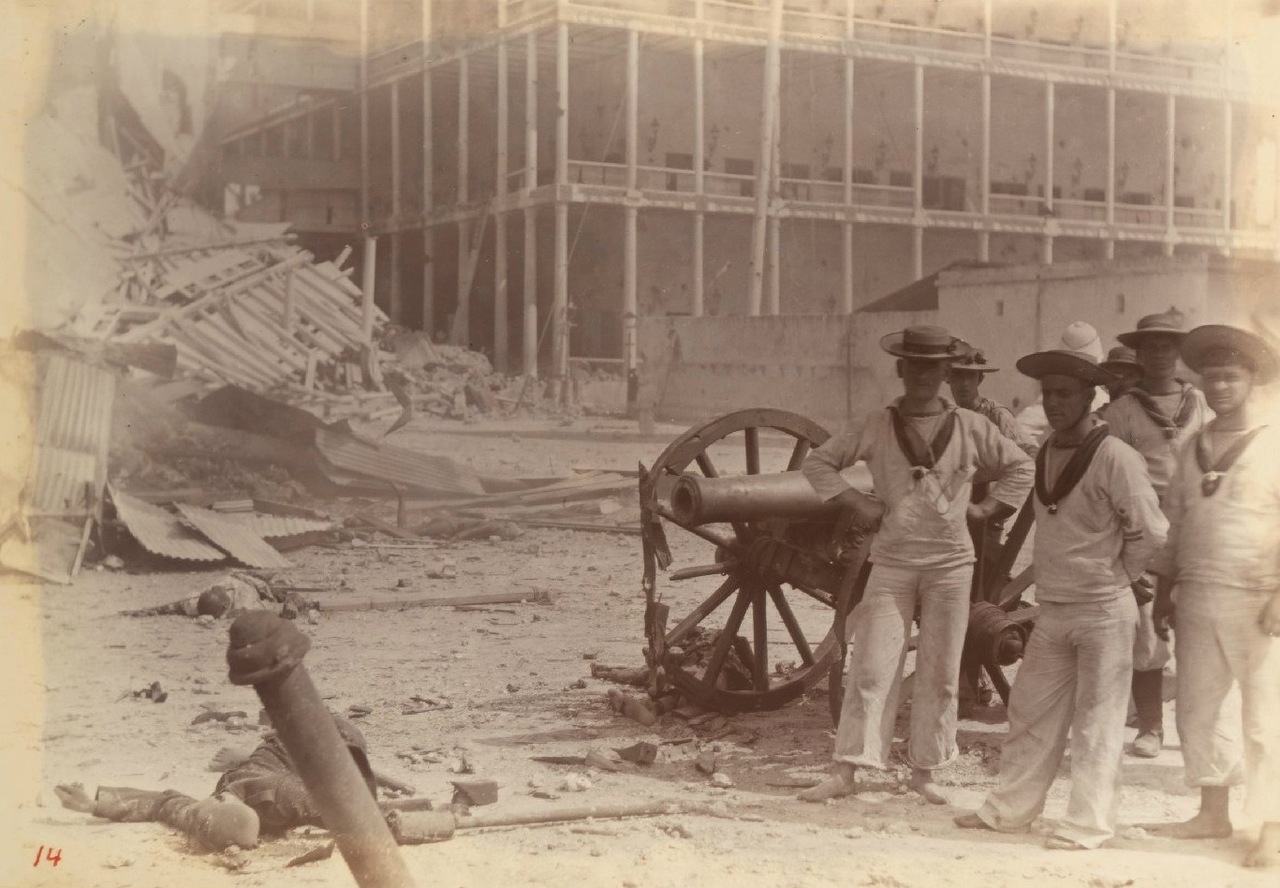
Британские морские пехотинцы позируют на фоне захваченной пушки после занятия султанского дворца в г. Занзибаре

В 9:00, ровно в назначенное ультиматумом время, лёгкие британские корабли открыли огонь по султанскому дворцу. Первый же выстрел канонерки «Дрозд» угодил в занзибарское 12-фунтовое орудие, сбив его с лафета. Занзибарские войска на берегу (более 3000 человек, с учётом также дворцовой прислуги и рабов) были сосредоточены в деревянных строениях, и британские фугасные снаряды производили ужасный разрушительный эффект.
Через 5 минут, в 9:05, единственный занзибарский корабль «Глазго» ответил, выстрелив в британский крейсер «Сент-Джордж» из своих малокалиберных орудий. Британский крейсер немедленно открыл огонь почти в упор из своих тяжёлых орудий, мгновенно потопив своего противника. Занзибарские матросы немедленно спустили флаг и были вскоре спасены британскими моряками на шлюпках.
Через некоторое время после начала бомбардировки дворцовый комплекс представлял собой пылающие руины и был оставлен как войсками, так и самим султаном (бежавшим в числе первых). Однако занзибарский флаг продолжал развеваться на дворцовом флагштоке попросту потому, что его некому было снять. Расценив это как намерение продолжать сопротивление, британский флот возобновил стрельбу. Вскоре один из снарядов поразил флагшток дворца и сбил флаг. Командующий британской флотилией адмирал Роулингс расценил это как знак капитуляции и приказал прекратить огонь и начать высадку десанта, практически без сопротивления занявшего развалины дворца. Всего британцы выпустили около 500 снарядов, 4100 пулемётных и 1000 винтовочных патронов во время этой короткой кампании.
Обстрел продолжался 38 минут, всего погибло около 500 человек с занзибарской стороны, с британской же был легко ранен один младший офицер на «Дрозде». Этот конфликт вошёл в историю как самая короткая война.

## Результаты
Бежавший из дворца султан Халид ибн Баргаш укрылся в германском посольстве. Так как новое правительство Занзибара, немедленно сформированное британцами, незамедлительно утвердило его арест, отряд Королевской морской пехоты непрерывно дежурил у ограды посольства, чтобы арестовать бывшего султана в тот момент, когда он выйдет за пределы территории посольства.
Чтобы эвакуировать бывшего султана, немецкой стороне пришлось пойти на хитрость. 2 октября 1896 года в порт пришёл немецкий крейсер «Орлан» (Seeadler). Шлюпка с крейсера была доставлена на берег, затем на плечах германских матросов принесена к дверям посольства, где в неё поместился Халид ибн Баргаш. После этого шлюпку таким же способом отнесли к морю и доставили на крейсер. Юридически, согласно действовавшим тогда правовым нормам, шлюпка считалась частью корабля, к которому она приписана и вне зависимости от места нахождения была экстерриториальна. Таким образом, находящийся в шлюпке бывший султан формально непрерывно находился на немецкой территории.
После войны бывший султан жил в Дар-эс-Саламе до 1916 года, когда его схватили британцы, занявшие во время Первой мировой войны все германские колонии в Африке. Султан был сослан на Сейшельские острова, затем на остров Святой Елены, потом отпущен, и умер в 1927 году в Момбасе.
В британской историографии эта война, по причине её краткости, описывается в ироничном ключе. Однако с африканской точки зрения эта колониальная война, в которой погибло 500 человек с занзибарской стороны и всего один британский офицер был ранен, имеет трагическое значение.